# Kalbsrieth
Kalbsrieth è un comune di 617 abitanti della Turingia, in Germania.
Appartiene al circondario del Kyffhäuser (targa KYF) ed è amministrato dal comune amministratore (Erfüllende Gemeinde) di Artern.
Nel territorio di Kalbsrieth il fiume Helme sfocia nell'Unstrut.